# Стряпчий
Стря́пчий (от слова «стряпать» — «делать») — чин или должность государственного служащего в России в XVI — XIX веках.
Термин относился к трём разным категориям лиц:
1. Категория придворных чинов в Допетровской Руси
2. Категория военнослужащих в Допетровской Руси
3. Категория судебных чиновников в Российской империи после реформ Петра I.

## Придворные стряпчие
В Русском государстве в XVI — XVIII веках дворцовый слуга; придворный чин, следующий ниже за стольником. Стряпчий — царский чиновник при Хлебном, Конюшенном и прочих дворах. Должность стряпчего была ликвидирована при Петре I, а затем восстановлена судебной реформой 1775 года. Также чин придворного, в обязанности которого входило следить за платьем царя и подавать его при облачении государя. Стряпчие выполняли различные поручения царя, служили городовыми и полковыми воеводами, стряпчий с ключом исполнял должность дворцового эконома.
Стряпчие приносили особую присягу, в которой в числе прочего клялись, что в царскую стряпню (полотенца, платья и пр.) «никакого зелья и коренья лихого не положити».

### Стряпчий с ключом
Стряпчий с ключом — более высокий чин, чем стряпчий с платьем, выше чем комнатный стольник, но ниже думного дворянина. Стряпчий с ключом был товарищем постельничего, должен был неотлучно находиться при царе. Имели оклад от 15 до 65 рублей и поместья от 400 до 1000 четвертей. В 1703 году сохранялось два стряпчих с ключом. После этого их должности были заменены на камергера.

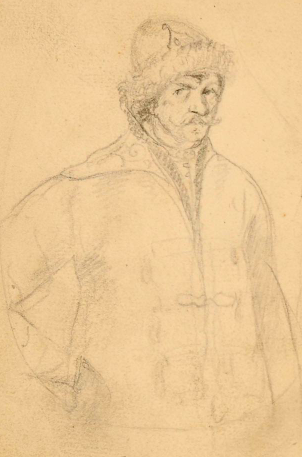
Портрет стряпчего с платьем Романчукова, 1638 г.

### Стряпчий у Крюка
Стряпчий у крюка (комнатный стряпчий) — старший над стряпчими, подавал приготовленные блюда в царских столовых при обслуживании царя и его семьи, имел право входа в царские покои для приготовления царя к различным мероприятиям. Осуществляли контроль по входу в царские покои лиц, имеющих на то право. Стряпчие у крюка делились по обслуживанию: на царские и царицыны.

### Стряпчий с платьем
Стряпчие с платьем — стряпнёй назывались различные вещи царя: кресла, поножья, подушки, полотенца, солнешники и т. д. Во время выходов царя стряпчие следовали за царём со стряпнёй. В 1616 году стряпчих с платьем было 55 человек.

### Стряпчий дворцовый
Стряпчий дворцовый — управлял дворцовыми деревнями. Они имели смотрение по дворцам над напитками и съестными припасами. Во время приготовления блюд смотрели за поварами и хлебниками и прочими нижними служителями, приносили приготовленные блюда и находились в подчинении Степенного и Путевого ключников.
В Боярских книгах также указаны: Сытный стряпчий, Кормовой стряпчий, Хлебный стряпчий.

### Список наиболее известных придворных стряпчих
| Год                | Род                        | Имя, Отчество         | Примечания |
| ------------------ | -------------------------- | --------------------- | --- |
| Стряпчие с ключом  |                            |                       | |
| 1573               | Канчеевы                   | Микита Кутлукович     | Опричник, в должности «стряпчий с ключом» указан в Ливонском походе (1573), назначен «с постелью у государя» в Серпуховском походе (1574). |
| 1578               | Благово                    | Борис Веригич         | В росписи государева полка (01 июня 1578) стряпчий с ключом.                                                                               |
| 1579               | Безобразовы                | Андрей Васильевич     | В государевом походе (1578) стряпчий с ключом.                                                                                             |
| 1627-1636          | Аничковы                   | Иван Михайлович       | Постельничий (1640), московский дворянин (1658)                                                                                            |
| 1640               | Ртищевы                    | Михаил Алексеевич     | |
| 1658-1668          | Полтевы                    | Фёдор Алексеевич      | Постельничий (1676) |
| 1683-1686          | Полтевы                    | Семён Ерофеевич       | Окольничий (1689), думный дворянин (1689)                                                                                                  |
| 1676               | Кузмины                    | Иван Кузьмич          | Московский дворянин (1677) |
| 1677               | Лихачёвы                   | Михаил Тимофеевич     | Казначей (1682), думный дворянин (1683), окольничий (1689)                                                                                 |
| 1689-1692          | Плоховы                    | Леонтий Богданович    | Стряпчий с ключом царя Ивана V Алексеевича                                                                                                 |
| 1692               | Сумароковы                 | Панкратий Богданович  | Стряпчий с ключом царя Петра I Алексеевича                                                                                                 |
| Стряпчие у крюка   |                            |                       | |
| 1640               | Ртищевы                    | Фёдор Михайлович      | Стольник (1658), окольничий (1658—1668).                                                                                                   |
| 1683               | Балакиревы                 | Григорий Фёдорович    | |
| 1692               | Городецкие                 | Андрей Никитич        | Стольник (1692) |
| Стряпчие с платьем |                            |                       | |
| 1627-1629          | Апраксины                  | Никита Никитич        | |
| 1679               | Артемьевы                  | Фёдор Филиппович      | |
| 1627-1629          | Бахтеевы                   | Сила Макарович        | |
| 1627-1629          | Безобразовы                | Василий Меркурович    | Московский дворянин (1636) |
| 1627-1629          | Беклемишевы                | Яков Семёнович        | |
| 1627-1629          | Бестужевы                  | Образец Прокофьевич   | |
| 1627-1629          | Булатниковы                | Лаврентий Григорьевич | Стольник (1636—1640) |
| 1627-1629          | Бутурлины                  | Иван Андреевич        | Московский дворянин (1636—1658), стольник (1658—1692)                                                                                      |
| 1627-1629          | Бутурлины                  | Роман Богданович      | Московские дворяне (1640) |
| 1627-1629          | Бутурлины                  | Иван Богданович       | Московские дворяне (1640) |
| 1627-1629          | Бельские                   | Иван Постникович      | Московский дворянин (1636—1640) |
| 1627-1629          | Бешенцевы                  | Кирилл Степанович     | Московский дворянин (1640—1677) |
| 1627-1629          | Князья Вадбольские         | Иван Тимофеевич       | Московский дворянин (1658—1668) |
| 1627-1629          | Вареевы                    | Иван Андреевич        | |
| 1618               | Васильчиковы               | Тимофей Никитич       | |
| 1627-1629          | Вердеревские               | Игнатий Глебович      | Стольник (1636—1668), московский дворянин (1676—1677)                                                                                      |
| 1627-1629          | Вердеревские               | Михаил Петрович       | Московский дворянин (1658—1668) |
| 1627-1629          | Витовтовы                  | Яков Тимофеевич       | Московский дворянин (1636—1640) |
| 1627-1629          | Князья Гундоровы           | Гаврила Иванович      | |
| 1627-1629          | Дементьевы                 | Иван Дмитриевич       | Московский дворянин (1640—1668) |
| 1627-1629          | Дуровы                     | Иван Фокич            | |
| 1627-1629          | Еропкины                   | Иван Андреевич        | Московский дворянин (1636—1640) |
| 1627-1629          | Загряжские                 | Яков Петрович         | Московский дворянин (1658—1677) |
| 1627-1629          | Князья Засекины            | Никита Петрович       | Стольник (1636—1640) |
| 1627               | Зюзины                     | Иван Калашникович     | Московский дворянин (1627—1640) |
| 1627-1629          | Измайловы                  | Михаил Фёдорович      | Московский дворянин (1636—1640) |
| 1627-1629          | Киреевские                 | Алексей Немирович     | Московский дворянин (1636—1668) |
| 1627-1629          | Князья Козловские          | Афанасий Васильевич   | Стольник (1629—1640) |
| 1627-1629          | Кузмины                    | Дмитрий Фёдорович     | Стольник (1629—1640) |
| 1629               | Колтовские                 | Борис Никитич         | |
| 1692               | Комаровы                   | Семён Федотович       | |
| 1627-1629          | Ларионовы                  | Михаил Васильевич     | Московский дворянин (1640) |
| 1627-1629          | Леонтьевы                  | Иван Тарасович        | Московский дворянин (1640) |
| 1627-1629          | Луговские                  | Григорий Иванович     | |
| 1627-1629          | Ляпуновы                   | Василий Григорьевич   | Стольник (1636—1640) |
| 1627-1629          | Мансуровы                  | Тимофей Парфеньевич   | |
| 1627-1629          | Минины                     | Нефёд Кузьмич         | |
| 1627-1629          | Нарбековы                  | Савва Потапович       | Московский дворянин (1636—1640) |
| 1627-1629          | Нащокины                   | Никифор Никитич       | Стольник (1629—1668) |
| 1627-1629          | Племянниковы               | Фёдор Андреевич       | |
| 1627-1629          | Племянниковы               | Фёдор Тимофеевич      | Стольник (1629—1640) |
| 1627-1629          | Плещеевы                   | Иван Иванович         | |
| 1627-1629          | Князь Приимков- Ростовский | Василий Богданович    | Московский дворянин (1636) |
| 1627-1629          | Князь Приимков- Ростовский | Иван Богданович       | Московский дворянин (1636—1668) |
| 1627-1629          | Пушечниковы                | Лаврентий Иванович    | |
| 1627-1629          | Пушечниковы                | Третьяк Иванович      | |
| 1627-1629          | Рожнов- Пушкин             | Василий Семёнович     | |
| 1627-1629          | Романчуковы                | Алексей Савинович     | |
| 1627-1629          | Романчуковы                | Василий Савинович     | |
| 1627-1629          | Сунбуловы                  | Иван Павлович         | Московский дворянин (1636) |
| 1627-1629          | Телепнёвы                  | Иван Ефимович         | Московский дворянин 91626-1658) |
| 1627-1629          | Телепнёвы                  | Михаил Васильевич     | |
| 1627-1629          | Телепнёвы                  | Юрий Васильевич       | Стольник (1629), московский дворянин 91636-1640)                                                                                           |
| 1627-1629          | Толочановы                 | Никифор Матвеевич     | Стольник (1636—1676) |
| 1627-1629          | Трусовы                    | Кузьма Андреевич      | Московский дворянин (1636—1668) |
| 1627-1629          | Унковские                  | Иван Воинович         | |
| 1627-1629          | Чепчюговы                  | Андрей Степанович     | |
| 1627-1629          | Фефилатьевы                | Фёдор Богданович      | Стольник (1636—1640) |
| 1627-1629          | Юшковы                     | Фёдор Дементьевич     | Стольник (1629—1640). |

## Военные стряпчие
Стряпчих так называемого московского списка в 1686 году числилось 1893 человека. Стряпчие несли военную службу. Иногда из них составляли отдельные роты. В военных походах подчинялись стольнику. Жалование стряпчих было выше жалования дворян московских.

В Государевом полку у стольников, стряпчих, дворян Московских, жильцов свой обычай: у них аргамаки (породистые восточные лошади) резвы, да сабли остры; куда ни придут, никакие полки против них не стоят. То у нашего великого Государя ратное строение.— Описание Русского войска, данное Козимо Медичи, во Флоренции, стольником И. И. Чемодановым (посол в Венеции), в 1656 году.

### Стряпчий из жития
Стряпчие из жития — в стряпчие набирались дворяне или жильцы из других городов и назывались Стряпчие из житья.
В Боярских книгах также указаны: Стряпчий Рейтарского строя, Стряпчий в полках начальных людях, Стряпчий в начальных людях.

## Судебные стряпчие

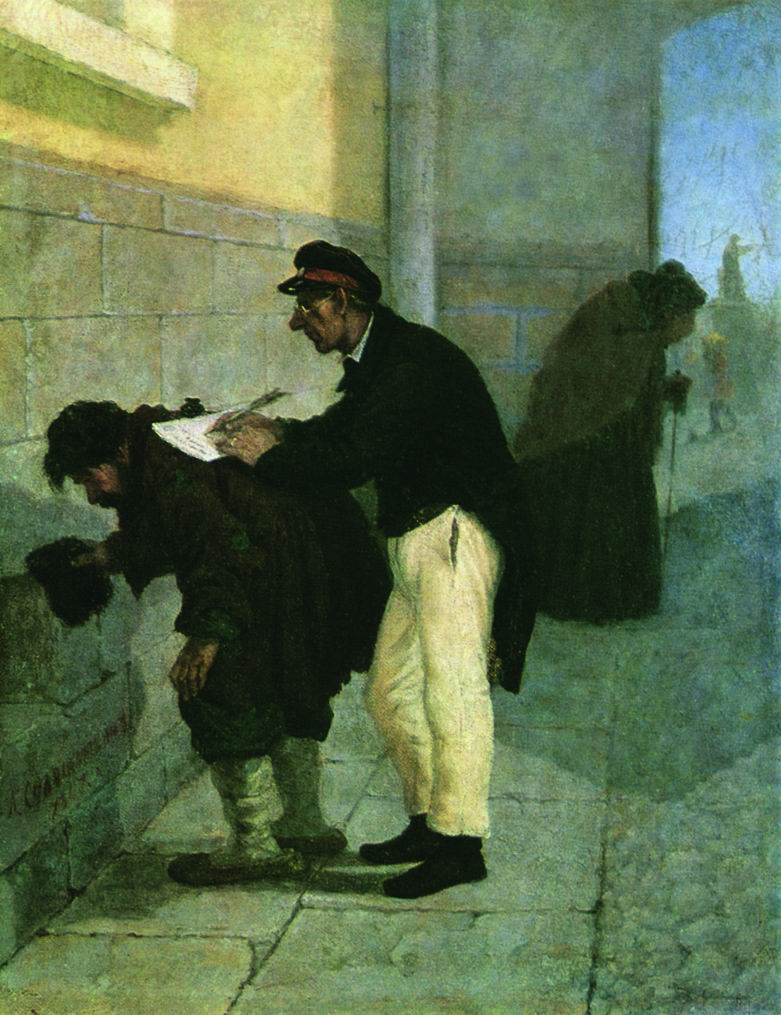
Л. И. Соломатин, «Стряпчий», 1884 г.

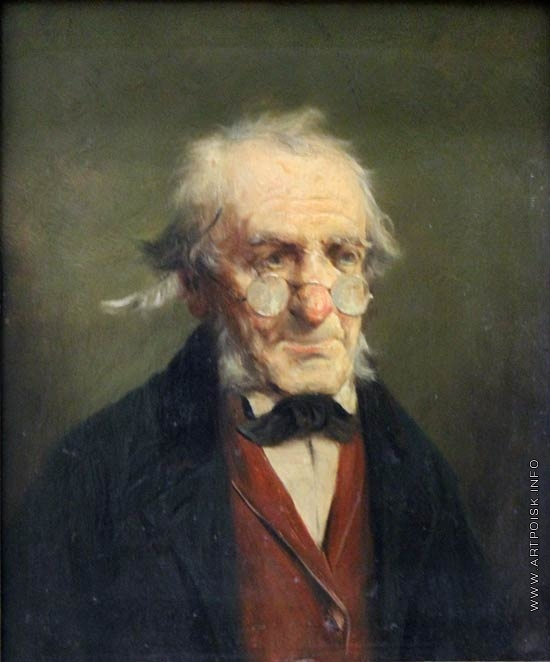
В. Е. Маковский, Судебный стряпчий, 1889 год, НХМ РБ.

В России в 1775—1864 годах «стряпчие» — название некоторых судебных чиновников, например помощника прокурора по уголовным делам. Особой компетенцией стряпчих была правовая защита казённых интересов (удельных имений и пр.), с начала XIX века — надзор за местами заключения. С 1832 года — присяжный стряпчий, ходатай по частным делам в коммерческих судах. По судебной реформе 1864 года сохранилась только эта роль стряпчих.
В одной из описей фонда Канцелярии Святейшего Правительствующего Синода содержится такое разъяснение объема компетенции стряпчего: «Определённым к делам дворянам даны инструкции, а стряпчим инструкций не даётся — должны поступать по указам».

## В других странах
В русских текстах и переводах иностранной литературы слово «стряпчий» используется для обозначения зарубежных должностей и профессий, близких к русской должности присяжного стряпчего. Часто так называют английскую должность солиситора.